# Diocesi di Lemfocta
La diocesi di Lemfocta (in latino: Dioecesis Lemfoctensis) è una sede soppressa e sede titolare della Chiesa cattolica.

## Storia
Lemfocta, posta tra Tiklat e Mlakou nell'odierna Algeria, è un'antica sede episcopale della provincia romana della Mauritania Sitifense.
Unico vescovo conosciuto di questa diocesi africana è Vindemio, il cui nome appare al 21º posto nella lista dei vescovi della Mauritania Sitifense convocati a Cartagine dal re vandalo Unerico nel 484; Vindemio, come tutti gli altri vescovi cattolici africani, fu condannato all'esilio.
Dal 1933 Lemfocta è annoverata tra le sedi vescovili titolari della Chiesa cattolica; l'attuale vescovo titolare è Jean Marie Prida Inthirath, vicario apostolico di Savannakhet.

## Cronotassi

### Vescovi residenti
- Vindemio † (menzionato nel 484)

### Vescovi titolari
- Lorenzo Rodolfo Guibord Lévesque, O.F.M. † (14 settembre 1967 - 9 maggio 2007 deceduto)
- Justin Saw Min Thide (16 luglio 2007 - 24 gennaio 2009 nominato vescovo di Hpa-an)
- Jean Marie Prida Inthirath, dal 9 gennaio 2010